# 切斯派
切斯派（英語：Chess pie）是一種主要由麵粉、奶油、糖、雞蛋組成的甜點，有時也會加入牛奶。是美國南方特色食物之一。 
傑佛遜戴維斯派類似於切斯派，但可能包含香料、堅果或果乾，並且常搭配蛋白酥皮食用。 

## 歷史
切斯派源自英國，現今能在新英格蘭和維吉尼亞州發現。  與英國檸檬凝乳派有相似之處。 
其來源最有可能來自於十七世紀時期，去除起司的起司蛋糕食譜，例如Martha Washington's Booke of Cookery 和 English A True Gentlewoman's Delight (1653).。
而「切斯派」一詞首次出現則是在1877年出版食譜 Estelle Woods Wilcox, Buckeye Cookery.。
如今，切斯派常被歸類為美國南方甜點， 並有酪乳、巧克力、檸檬和堅果等不同風味。

### 名稱
「切斯派」名稱的來源，有著多種不同的看法。其中最有可能的是衍生自起司派，由於早期的食譜會將起司蛋糕和水果凝乳或卡式達制成的派歸為一類。    
其他可能的衍生词包括：
- 英國切斯特鎮[5]；
- chest pie ，源自pie chest ，一種儲存餡餅的家具，流行於家用冷藏發明之前。
- “It's just pie”的耳誤詞。南方英语中 “It's just pie” 音似 “It's jes' pie”進而演變成切斯派（chess pie）。 [11] [4]

## 組成
最基本的切斯派需要準備一層酥皮，和由麵粉、奶油、砂糖、雞蛋和牛奶（有時以煉乳取代）所組成的餡料。也常加入酸，例如醋、酪乳或是檸檬汁，甚至加入玉米粉作為增稠劑。  
一些山核桃與堅果派，都被歸類為一種切斯派。
然而傳統的山核桃派，由於其餡料並不包含牛奶或煉乳，通常被視為一種類似英國糖漿的糖餅，而非卡式達派（包含牛奶）（參見 Pecan pie § Variations）